# Pigeon Toe
Pigeon Toe (englisch für „Sichelfuß“) ist eine deutsche Progressive-Rock-Band aus Freiburg im Breisgau.

## Geschichte
Die Band wurde im Jahre 2009 von den Brüdern Martin und Hans Fischer gegründet. Beide hatten schon seit dem Vorjahr die Idee eines neuen musikalischen Projektes neben ihren Hauptbands Fear My Thoughts, Backslide und Mongouse. Nach der Auflösung der Band Mongouse investierten die Brüder mehr Zeit in ihr neues Projekt, das den Arbeitstitel Pigeon Toe erhielt. Der Bandname stammt von dem gleichnamigen Lied der US-amerikanischen Stoner-Rock-Band Fu Manchu.
Komplettiert wurde die Band durch den Schlagzeuger Norman Lonhard, dem Gitarristen Patrick Hagmann sowie dem Bassisten Ben Krahl. Lonhard und Hagmann hatten zuvor mit Martin Fischer bei Fear My Thoughts gespielt, während Krahl in der Band Final Kings aktiv war. Nach Tourneen im Vorprogramm von Karnivool und Long Distance Calling wurde Pigeon Toe im Januar 2012 von dem Plattenlabel Lifeforce Records unter Vertrag genommen.
Im April 2012 wurde das Debütalbum The First Perception veröffentlicht. Das Albumcover dafür wurde von Martin Fischer gezeichnet, während für das Lied The Man With the Cat ein Musikvideo gedreht wurde. Martin Fischer stieg Ende 2012 bei Long Distance Calling ein, während Norman Lonhard auch in der Schweizer Band Triptykon aktiv ist.

## Stil
Pigeon Toe spielen progressive Rockmusik. Zu den Einflüssen zählt Martin Fischer Bands wie King Crimson, Pink Floyd und Mr. Bungle.

## Diskografie
- 2012: The First Perception (Album)